# Lista de membros da Royal Society eleitos em 1933
Esta é uma lista de Membros da Royal Society eleitos em 1933.

## Fellows
- Patrick Maynard Stuart Blackett
- James Collip
- Rookes Evelyn Bell Crompton
- Harry Medforth Dawson
- Arthur Thomas Doodson
- Herbert John Gough
- John Hammond
- Sir Gordon Morgan Holmes
- Harold King
- Sir John Lennard-Jones
- James Walter McLeod
- Sir Alan Sterling Parkes
- Sir Edward James Salisbury
- Bernard Smith
- William Robin Thompson
- Arthur Mannering Tyndall
- Joseph Wedderburn

## Foreign Members
- Vilhelm Bjerknes
- Harvey Cushing
- Peter Debye
- Frits Went

## Estatuto 12
- Sir Richard Arman Gregory